# Istanbul Rams 2022
Questa voce raccoglie le informazioni riguardanti gli Istanbul/Koç Rams nelle competizioni ufficiali della stagione 2022.

## Seconda squadra

### 1. Lig 2022

#### Stagione regolare
| 16 aprile 2022 1ª giornata | Koç Rams | 14 – 0 | ITÜ Hornets |  |

| 1º maggio 2022 2ª giornata | Hacettepe Red Deers | 23 – 21 | Koç Rams |  |

| 22 maggio 2022 3ª giornata | Koç Rams | 25 – 15 | ODTÜ Falcons |  |

| 28 maggio 2022 4ª giornata | Anadolu Rangers | 8 – 6 | Koç Rams |  |

| 12 giugno 2022 5ª giornata | Sakarya Tatankaları | 0 – 10 | Koç Rams |  |

| 18 giugno 2022 6ª giornata | Koç Rams | 30 – 0 | Gazi Warriors |  |

| 3 luglio 2022 7ª giornata | Boğaziçi Sultans | 10 – 14 | Koç Rams |  |

#### Playoff
| 31 luglio 2022 Semifinale | Koç Rams | 18 – 13 | ITÜ Hornets |  |

| 6 agosto 2022 Finale | Boğaziçi Sultans | 17 – 14 | Koç Rams |  |

### Statistiche di squadra
| Competizione      | %Vittorie | In casa | In casa | In casa | In casa | In casa | In casa | In trasferta | In trasferta | In trasferta | In trasferta | In trasferta | In trasferta | Totale | Totale | Totale | Totale | Totale | Totale |
| Competizione      | %Vittorie | G       | V       | N       | P       | Pf      | Ps      | G            | V            | N            | P            | Pf           | Ps           | G      | V      | N      | P      | Pf     | Ps     |
| ----------------- | --------- | ------- | ------- | ------- | ------- | ------- | ------- | ------------ | ------------ | ------------ | ------------ | ------------ | ------------ | ------ | ------ | ------ | ------ | ------ | ------ |
| Stagione regolare | .714      | 3       | 3       | 0       | 0       | 69      | 15      | 4            | 2            | 0            | 2            | 51           | 41           | 7      | 5      | 0      | 2      | 120    | 56     |
| Playoff           | .500      | 1       | 1       | 0       | 0       | 18      | 13      | 1            | 0            | 0            | 1            | 14           | 17           | 2      | 1      | 0      | 1      | 32     | 30     |
| Totale            | .667      | 4       | 4       | 0       | 0       | 87      | 28      | 5            | 2            | 0            | 3            | 65           | 58           | 9      | 6      | 0      | 3      | 152    | 86     |